# Katale Khor
Katale Khor (en persa: کتله‌خور) es una cueva situada en la provincia de Zanjan, Irán. Se encuentra a 120 km al sur de la ciudad de Zanjan y 410 kilómetros de la capital Teherán. El nombre, Katale Khor, significa "monte del sol". Unos estudios geológicos en 1984 mostraron que la formación de cuevas se remonta al período jurásico. Se cree que la cueva se une a la cueva de Ali Sadr en la provincia de Hamadan.
Esta cueva fue descubierta hace cerca de 90 años, y registrada por Ahmad Jamali.